# 205-я стрелковая дивизия (1-го формирования)
Не следует путать с 205-й моторизованной дивизией
Не следует путать с 205-й стрелковой дивизией формирования 1942 года
205-я стрелковая дивизия — воинское соединение Вооружённых сил СССР в Великой Отечественной войне.
Сформированная в Хабаровске полнокровная дивизия численностью 11 826 человек, прибыв в конце июля 1942 года под Сталинград, за две недели боёв практически полностью погибла — в живых осталось 700 человек, продолживших сражаться за Сталинград в других соединениях фронта.

## История
Сформирована в октябре 1941 года на Дальневосточном фронте в посёлке Красная Речка под Хабаровском на базе отдельного Краснореченского стрелкового полка и обученного офицерского и рядового состава сокращаемого по тыловым учреждениям. До лета 1942 года дислоцировалась в Волочаевском городке в Хабаровске, находилась в резерве Ставки ВГК.
Из-за тяжелой обстановки сложившейся летом на советско-германском фронте было принято решение о переброске нескольких сформированных осенью-зимой 41-42гг. дивизий в район Сталинграда.10 июля дивизия была погружена на станции Хабаровск в эшелоны и отправилась на фронт.
В конце июля 1942 года дивизия прибыла под Сталинград. В составе действующей армии с 28 июля по 30 августа 1942 года. Входила в состав 4-й танковой армии Сталинградского фронта. Приняла участие в Сталинградской битве. 
Разгрузившись 26-27 июля на станции Себряково дивизия была выдвинута к переправам через Дон.. 29 июля части дивизии заняли назначенный рубеж на левом берегу Дона и приступили к оборудованию оборонительных позиций, но через три дня получили новый приказ — переправится на правый берег и занять позиции в малой излучине Дона.
2-14 августа дивизия вела упорные оборонительные бои на правом фланге 4-й Танковой армии, 15 августа начался прорыв 6-й армии Паулюса — группировки танковых и моторизованных соединений немцев начали наступление на позиции 4-й Танковой армии, уже к середине первого дня немецкого наступления 205-я и 192-я стрелковые дивизии были окружены, — двое суток, оказавшись в окружении, дивизия продолжала сопротивление.
17 августа оставшиеся в живых малыми группами вышли на левый берег Дона. От дивизии осталось около 700 человек, которые были распределены по другим соединениям и продолжили участвовать в боях за Сталинград. Знамя дивизии было утрачено, в конце августа 1942 года директивой Ставки 205-я стрелковая дивизия была расформирована.
Позже найденные останки погибших из этой дивизии были захоронены в братской могиле у хутора Венцы Клетского района Волгоградской области.

## Состав
— А те два дня, когда дивизия, оказавшись в окружении, сопротивлялась и погибала, остались в памяти? Это когда началось, 15 августа? Помните?

— Помню, я вообще войну не забываю. Тогда загудело всё вокруг, ночная тишина исчезла, гул моторов заполонил всё — от неба до земли. Рвались снаряды, бомбы, двинулись немецкие танки. Их было много. Самолеты немецкие висели над головами, наших было очень мало. Немцы крошили нас беспощадно. Скоро мы оказались в плачевном состоянии — без связи, без командиров, разрозненные группы человек по 20-30, попрятались в тех балках. Из еды — сухари, за водой надо пробираться, рискуя быть убитым. О приказе «Ни шагу назад» мы знали и, честно говоря, боялись — отступать было нельзя. Но, когда пошли колонны немецких танков, стало понятно, что и полк, и дивизия смяты, опрокинуты. Кто как, мы стали выбираться из окружения, немцы нас особо не трогали, они спешили на Сталинград. С несколькими бойцами перебрались на левый берег.
Дивизия сформирована по штату № 04/600; численность — 11500 человек.
Из Хабаровска дивизия отправилась насчитывая 11 826 человек, на 7 августа дивизия насчитывала 8374 человека.
Части дивизии:
- 577, 721 и 731 стрелковые полки
- 672 артиллерийский полк
- 30 отдельный истребительно-противотанковый дивизион
- 792 минометный дивизион,
- 167-я зенитная артиллерийская батарея
- 792-й миномётный дивизион
- 293-я разведывательная рота
- 394-й сапёрный батальон
- 598-й отдельный батальон связи
- 369-й медико-санитарный батальон
- 195-я отдельная рота химической защиты
- 515-я автотранспортная рота
- 357-я полевая хлебопекарня
- 834-й дивизионный ветеринарный лазарет
- 1488-я (1483-я) полевая почтовая станция
- 922-я полевая касса Госбанка
- Дивизионная газета «В бой за Родину»

## Командиры
- 1 октября 1941 — 22 апреля 1942 — полковник Алексей Яковлевич Хвостов.
- 26 мая 1942 — 24 августа 1942 — генерал-майор Иван Алексеевич Макаренко.

## Известные воины дивизии
- В дивизии служил и погиб в боях И. Д. Сидоренко — инициатор присвоения имени городу Комсомольск-на-Амуре. Cлужил в 577-м стрелковом полку дивизии политруком. Бывший до войны членом хабаровского стрелкового кружка ДОСААФ, он инициировал создание в дивизии отряда снайперов, преимущественно из нанайцев, отлично показавшего себя в боях.[5]